# Willibrordiplatz
Der Willibrordiplatz ist der westliche Vorplatz des Willibrordi-Doms in Wesel. Er besteht zum größten Teil aus einer Grünfläche.

## Lage
Der Willibrordiplatz liegt im Westen der Weseler Innenstadt zwischen dem Hansaring (Bundesstraße 8) und dem Willibrordi-Dom. Von der westlich vorbeilaufenden Ringstraße ist er allerdings durch ein Gebäude eines Altenheims getrennt. Auf der Nordseite befindet sich ein weiteres Gebäude des Altenheims und das Haus am Dom, welches der Evangelischen Kirchengemeinde Wesel gehört. Am östlichen Ende des Platzes liegt der namensgebende Willibrordi-Dom und im Süden läuft die Pastor-Bölitz-Straße vorbei. Weite Teile des Willibrordiplatzes sind parkähnlich als Grünanlage ausgestaltet. Lediglich der Ostrand der Platzfläche ist als Straße ausgestaltet, zudem trägt ein direkt nördlich am Dom vorbeilaufender Straßenabschnitt ebenfalls die Bezeichnung Willibrordiplatz. Diese Straße mündet auf dem nicht befahrbaren Großen Markt, der auf der Ostseite des Doms liegt.
Der Hauptfläche des Willibrordiplatzes ist der Turm des Doms zugewandt, entlang der nördlich verlaufenden Straße, die ebenfalls zum Willibrordiplatz gehört, liegt dagegen der heutige Haupteingang der Kirche.

## Geschichte
Der Dom veränderte im Verlauf der Jahrhunderte sein Erscheinungsbild, jedoch befand sich der Turm stets auf der Westseite, während dem Großen Markt der Chor zugewandt war. Der Große Markt entwickelte sich zum zentralen Weseler Platz und wurde Standort des historischen Rathauses sowie des Wochenmarktes, während der westlich vor dem Dom gelegenen Fläche keine solche Bedeutung zukam. Der Hintergrund war, dass im Mittelalter und in der frühen Neuzeit die Stadtmauer fast direkt westlich des Doms verlief und dort jahrhundertelang keine Platzfläche existierte. Die schmale, dazwischenliegende Fläche im Bereich des heutigen Willibrordiplatzes wurde für weitere Bebauung genutzt. Durch die Eigenschaft als Festungsstadt blieb Wesel unter preußischer Herrschaft städtebaulich eingeengt, was sich erst mit dem um 1890 eingeleiteten Prozess der Entfestigung änderte. Im Entfestigungsprozess wurden einige Häuser an der angrenzenden Niederstraße abgerissen und so genügend Platz für die Anlegung einer Grünfläche geschaffen. Damit entstand erst in den 1890er Jahren der heutige Willibrordiplatz.
Im Januar 1900 wurde am Willibrordiplatz das neue Gebäude der israelitischen Volksschule eingeweiht. Die Schule zog damit in die direkte Nachbarschaft der Weseler Synagoge, welche sich seit 1840 an einem Standort südlich der heutigen Pastor-Bölitz-Straße befand. Zur Zeit des Nationalsozialismus musste die Schule 1935 schließen und 1945 wurde das Gebäude vollständig zerstört. Ein auf der Nordseite des Platzes gelegenes Gebäude überstand dagegen den Zweiten Weltkrieg und wurde ab den 1950er Jahren als Lehrlingswohnheim und dann als Jugendhaus genutzt. Seit 1994 ist es unter dem Namen Haus am Dom ein evangelisches Gemeindezentrum. Das Altenheim am Willibrordiplatz wurde von 1953 bis 1954 gebaut und 1991 um einen Neubau erweitert.
Am Rand des Platzes verlief von 1951 bis zu ihrer Stilllegung 1966 die Strecke der Kleinbahn Wesel–Rees–Emmerich. Seit 1988 befindet sich auf der Fläche des Platzes ein Mahnmal für die während der Zeit des Nationalsozialismus ermordeten Weseler Bürger jüdischen Glaubens. Es hat die Form eines Davidsterns und trägt die Inschrift „Meine Harfe ist eine Klage geworden, meine Flöte ein Weinen.“